# Mihailo Vujić
Mihailo Vujić cyr. Михаило Вујић (ur. 26 października 1853 w Belgradzie, zm. 1 marca 1913 w Sušaku) – serbski ekonomista, historyk, dyplomata i polityk, premier Serbii (1901-1902), minister finansów (1887-1888, 1896-1897).

## Życiorys
Ukończył studia filozoficzne w belgradzkiej Szkole Wyższej. Naukę kontynuował na uniwersytecie w Lipsku, gdzie studiował finanse. Studia lipskie ukończył doktoratem z filozofii w 1879. Po powrocie do kraju wstąpił do Ludowej Partii Radykalnej. W latach 1879-1887 pracował na etacie profesora w belgradzkiej Szkole Wyższej. 
W 1887 po raz pierwszy objął stanowisko ministerialne, kierując resortem finansów w gabinecie Jovana Risticia, a następnie w gabinecie Savy Grujicia. Sukcesem Vujicia było zlikwidowanie ogromnego deficytu budżetowego, który odziedziczył po swoich poprzednikach i doprowadzenie budżetu państwa do stanu równowagi w 1891. Za jego rządów udało się znacząco zmniejszyć zadłużenie zagraniczne państwa serbskiego. Skupiając się na spłacie zagranicznych długów, zwlekał z wypłatami dla urzędników państwowych. Po dymisji ze stanowiska ministerialnego objął stanowisko ambasadora Serbii w Paryżu. W 1901 powrócił do Belgradu, obejmują stanowisko ministra spraw zagranicznych w rządzie Aleksy Jovanovicia, a miesiąc później sam stanął na czele rządu (zachował kierownictwo resortu spraw zagranicznych). W czasie jego rządów doszło do rozłamu w szeregach Ludowej Partii Radykalnej, a w listopadzie 1902 gabinet upadł.
W kolejnych latach Mihailo Vujić pełnił funkcję ambasadora Serbii w Wiedniu, Berlinie i w Rzymie.
Był tłumaczem dzieł XV-wiecznego kupca Benedetto Cotrugli. W lutym 1901 został członkiem Serbskiej Akademii Królewskiej.